# ضريح بير علي
ضريح بير علي (بالفارسية: آرامگاه پیر علی) هو ضريح تاريخي يعود إلى القاجاريون، ويقع في مقاطعة لاهيجان.